# Adult Fan of Lego
Die Bezeichnungen Adult Fan of Lego (AFOL), oder Adult Fan of Lego Bricks (AFOLB), englisch für Erwachsener Lego-(Baustein-)Fan beschreiben erwachsene Menschen, die Fans von Lego bzw. von Klemmbausteinen sind.

## Ursprung des Begriffs
Der Begriff Adult Fan of Lego wurde von Jeff Teubner in der USENET-Diskussionsgruppe rec.toys.lego im Juni 1995 zum ersten Mal verwendet. Am nächsten Tag prägte Matthew Verdier daraus in derselben Diskussion das Akronym „AFOL“. Der Begriff fasste sehr schnell Fuß in der Gemeinschaft und wird heute als genereller Term in der Gemeinschaft benutzt. Im Bereich der Lego-System-kompatiblen Hersteller wird auch das Akronym „AFOB“ („Adult Fan of Bricks“, engl. für „Erwachsener Baustein-Fan“) als Alternative vorgeschlagen und genutzt. In Bezug auf Lego sind vor allem vier ähnliche Begriffe in Umlauf:
- AFOL: Adult Fan of Lego (erwachsener Fan von Lego);[5][8][9]
- ALE: Adult Lego Enthusiast (erwachsener Lego-Enthusiast);[5]
- AFOLB: Adult Fan of Lego Bricks (erwachsener Fan von Lego-Steine), welcher betont, dass die Begeisterung mehr den Lego-Steinen als dem Unternehmen gilt.[5]
- ELF: Erwachsener LEGO Fan[5]

## Dark Ages
Viele erwachsene Bausteinfans spielten als Kinder mit Lego, wandten sich dann jedoch meist über mehrere Jahre davon ab und kehren erst später zu diesem Hobby zurück. Die Jahre der Abwendung werden oft als Dark Ages bezeichnet.

## Sammeln und Bauen

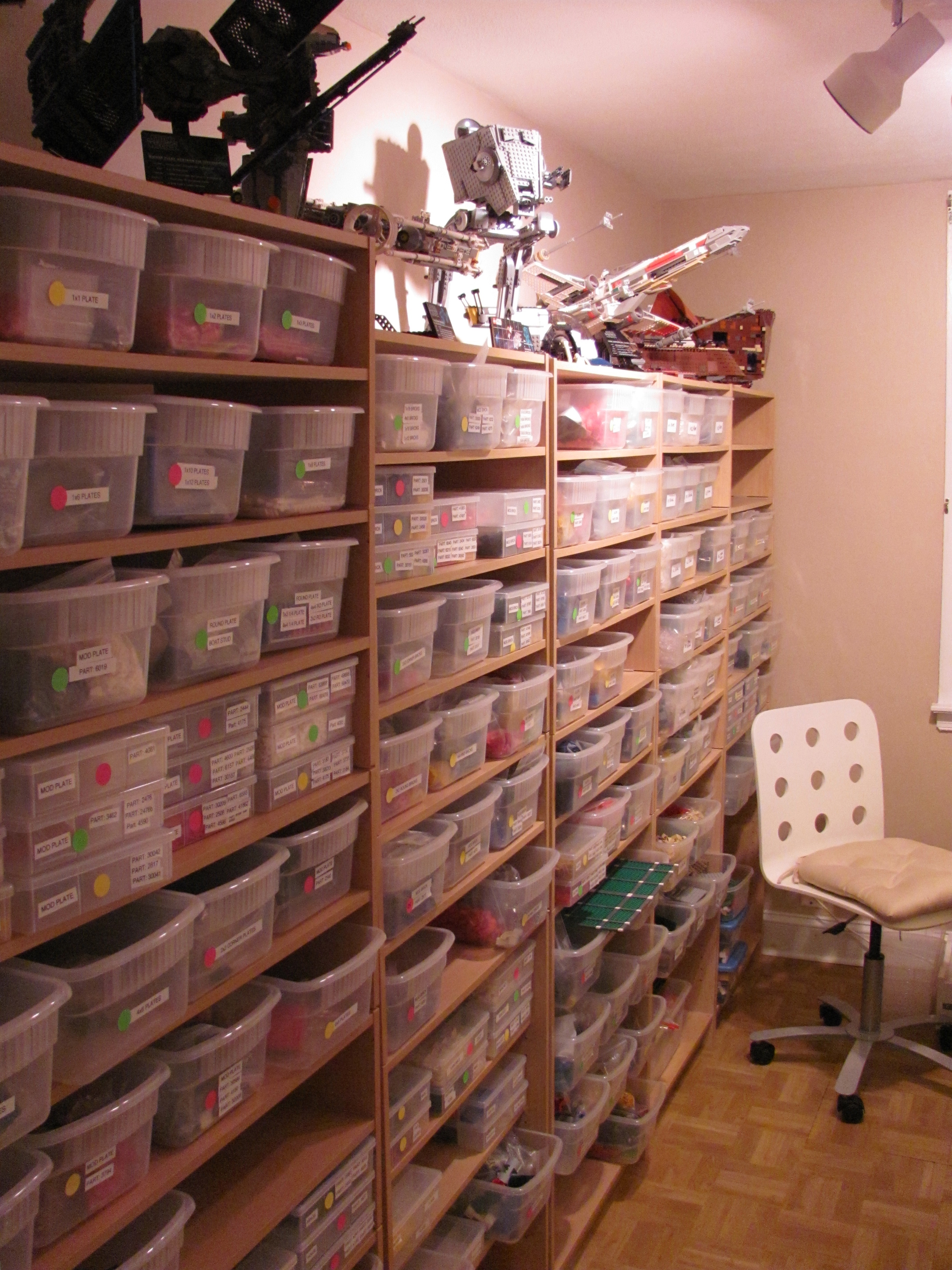
Umfangreiche Legosammlung

Bei den erwachsenen Baustein-Fans gibt es zwei Hauptinteressen: Das Sammeln und das Bauen. Die meisten Fans gehören mit unterschiedlichen Gewichtungen beiden Gruppen an. Reine Sammler existieren, sind aber sehr selten.

Bauer konzentrieren sich großteils darauf, eigene Kreationen zu entwerfen (MOC = My Own Creation, mein eigenes Werk) und zu bauen, anstatt lediglich im Handel erhältliche Lego-Sets aufzubauen. Diese eigenen Kreationen werden sowohl auf zahlreichen privaten Webseiten oder auf Seiten der Gleichgesinnten-Gemeinschaft (s. u.) als auch auf Ausstellungen präsentiert.
Da die für eigene Kreationen benötigten Bausteine oft nicht separat erhältlich sind, sind im Internet verschiedene Onlineshops und -marktplätze entstanden, wo einzelne Bausteine oder Sets (auch historische) separat verkauft werden; weltweit größter Marktplatz ist Bricklink.com, das mittlerweile von Lego übernommen wurde. Zudem wird Gebrauchtes auch über Plattformen wie z. B. eBay verkauft.
Das Sortieren und die Aufbewahrung der Steine benötigen je nach Umfang und Art der Sortierung der Sammlung viel Zeit und Platz. Steine werden von Fans auf unterschiedliche Weise in Schrank-, Schubladen- und Boxsystemen, Sortimentskästen usw. untergebracht, teils auch in Druckverschlussbeuteln oder in Originalkartons. Geordnet wird dabei beispielsweise nach Art der Bausteine, nach Farbe oder nach Bausatz.

## Gemeinschaft
Die erste Online-Gemeinschaft von erwachsenen Lego-Fans bildete sich um die USENET-Diskussionsgruppe alt.toys.lego, gemeinhin als ATL abgekürzt, die im Jahre 1993 gegründet wurde, wahrscheinlich um den 19. Februar herum. Knapp ein Jahr später, im Januar 1994, wurde sie durch die Gruppe rec.toys.lego (RTL) abgelöst.
Heute existiert eine lebhafte Gemeinschaft rund um eine Anzahl von Webseiten, mit LUGNET.com auf internationaler, Eurobricks.com auf europäischer und 1000steine.de auf deutscher Ebene als den größten allgemeinen Portalen. Daneben existieren noch eine Reihe weiterer Themenportale, Marktplätze und Galerien im Internet.
Höhepunkte im Leben der Gemeinschaft sind Aktionen und Ausstellungen wie BrickFest (USA), 1000steine-Land (bis 2010, Deutschland), Lego-Fanwelt (seit 2008, Deutschland), Bricking Bavaria (Deutschland) oder LegoWorld (Holland), wo sich die Fans treffen und der Öffentlichkeit ihre selbstgebauten Modelle zeigen.
Recognized LEGO User Group (RLUG)
Recognized LEGO User Groups (RLUGs) sind von der LEGO Group offiziell anerkannte Fancommunities. Um diesen Status zu erhalten, müssen die Gruppen bestimmte Kriterien erfüllen, darunter eine angemessene Aktivität sowie die Einhaltung der Unternehmenswerte der LEGO Group. Der Informationsaustausch zwischen der LEGO Group und den Fangruppen erfolgt über einen Ambassador (Botschafter) der jeweiligen Community. Fancommunities, die überwiegend online aktiv sind, werden als Recognized LEGO Online Communities (RLOCs) bezeichnet.